# Kola Inglesa
Fanta Kola Inglesa (укр. Фанта Кола Інглеса) — перуанський безалкогольний напій. Він має червоний колір і аромат вишні-полуниці. Утворена в 1912 році Kola Inglesa в даний час поставляється в декількох розмірах, включаючи 3-літрову пляшку та 500 мл пляшку. Напій популярний в Перу, Латинській Америці в США. Торгова марка вперше була створена Мануелем А. Вентурою, який створив напій для перуанського ринку. У 1971 році рецепт був проданий панові Енріку Ерідіа Аларкону. Саме в цей час цей напій став популярним серед перуанців. У 1997 році, після банкрутства CEPSA, бренд був проданий The Coca-Cola Company разом з Agua San Luis. У 2013 році ім'я змінилося на «Фанта Кола Інглеса».

## Виноски
1. ↑  Coca-Cola Brands. Coca-Cola — Brands — Product List [Архівовано 19 липня 2017 у Wayback Machine.]